# VI viaggio apostolico di Benedetto XVI
Il VI viaggio apostolico di Benedetto XVI si è svolto in Brasile dal 9 al 14 maggio 2007, in occasione della V Conferenza Episcopale dell'America Latina e dei Caraibi e della Canonizzazione di Frei Galvao. È stato il primo viaggio di papa Benedetto fuori dal continente europeo.
Nel corso del viaggio il papa ha visitato 3 città, celebrato 4 messe, di cui 2 in privato, e partecipato a 7 celebrazioni.

## Svolgimento

### 9 maggio
In mattinata il Papa è partito dall'Aeroporto di Fiumicino per il Brasile. Nel pomeriggio brasiliano è arrivato a San Paolo e si è svolta la cerimonia di benvenuto. Subito dopo l'arrivo è avvenuto il trasferimento al Monastero di Sao Bento dove il Pontefice ha salutato e benedetto la folla.

### 10 maggio
La mattina del 10 maggio il Papa ha celebrato la Santa Messa in privato nella Cappella del Monastero Sao Bento e in seguito ha effettua la visita di cortesia al Presidente della Repubblica brasiliana. Dopo ha incontrato brevemente i rappresentanti delle religioni cristiane e non cristiane. Nel pomeriggio ha incontrato i giovani nello Stadio municipale di Pacaembu "Paulo Machado de Carvalho" e in seguito ha fatto ritorno al Monastero Sao Bento.

### 11 maggio
Nella mattinata il Papa si è recato al Campo de Marte di San Paolo dove ha effettuato un giro tra la folla prima di celebrare la Santa Messa con la canonizzazione di Frei Galvao.
Nel primo pomeriggio il Santo Padre si è congedato dal Monastero Sao Bento, ed ha in seguito incontrato i Vescovi del Brasile e celebrato i Vespri nella Cattedrale di San Paolo. Dopo il Papa è partito per Aparecida dove si è trasferito nel Seminario Bom Jesus de Aparecida.

### 12 maggio
Nella mattina del 12 maggio il Papa ha celebrato la Santa Messa in privato nella Cappella del Seminario Bom Jesus de Aparecida; successivamente si è recato a Guarantiguetà dove ha visitato la chiesa della Fazenda da Esperanca e ha incontrato la stessa comunità.
Nel pomeriggio il Papa si è recato al Santuario di Aparecida dove ha pregato il Rosario con i Sacerdoti, i Religiosi, le Religiosi, i Seminaristi e i Diaconi.

### 13 maggio
Nella mattinata di domenica 13 maggio il Papa si è recato nello spiazzale di fronte al Santuario di Aparecida dove ha compiuto un giro fra i fedeli prima di celebrare la Santa Messa con la preghiera del Regina Caeli.
Nel pomeriggio si è tenuta la sessione inaugurale dei lavori della V Conferenza Generale dell'Episcopato Latinoamericano e dei Caraibi nella Sala Conferenze del Santuario di Aparecida. In seguito il Papa si è congedato dal Seminario dove aveva alloggiato e si è recato all'Aeroporto per la cerimonia di congedo e la partenza per Roma.
Il Papa è rientrato a Roma il giorno seguente.